# Österrikes Grand Prix 1984
Österrikes Grand Prix 1984 var det tolfte av 16 lopp ingående i formel 1-VM 1984.

## Resultat
1. Niki Lauda, McLaren-TAG, 9 poäng
2. Nelson Piquet, Brabham-BMW, 6
3. Michele Alboreto, Ferrari, 4
4. Teo Fabi, Brabham-BMW, 3
5. Thierry Boutsen, Arrows-BMW, 2
6. Marc Surer, Arrows-BMW, 1
7. René Arnoux, Ferrari
8. Francois Hesnault, Ligier-Renault
9. Jonathan Palmer, RAM-Hart
10. Riccardo Patrese, Alfa Romeo (varv 48, bränslebrist)
11. Philippe Alliot, RAM-Hart
12. Gerhard Berger, ATS-BMW (48, växellåda)

### Förare som bröt loppet
- Patrick Tambay, Renault (varv 42, motor)
- Ayrton Senna, Toleman-Hart (35, oljetryck)
- Nigel Mansell, Lotus-Renault (32, motor)
- Alain Prost, McLaren-TAG (28, snurrade av)
- Elio de Angelis, Lotus-Renault (28, motor)
- Huub Rothengatter, Spirit-Hart (23, för få varv)
- Eddie Cheever, Alfa Romeo (18, motor)
- Derek Warwick, Renault (17, motor)
- Andrea de Cesaris, Ligier-Renault (15, insprutning)
- Keke Rosberg, Williams-Honda (15, hantering)
- Jacques Laffite, Williams-Honda (12, motor)
- Jo Gartner, Osella-Alfa Romeo (6, motor)
- Piercarlo Ghinzani, Osella-Alfa Romeo (4, växellåda)

### Förare som diskvalificerades
- Stefan Bellof, Tyrrell-Ford (varv 0)

### Förare som ej kvalificerade sig
- Stefan "Lill-Lövis" Johansson, Tyrrell-Ford